# Мігель Маркос Мадера
Мігель Маркос Мадера (ісп. Miguel Marcos Madera, також відомий як Мічель (ісп. Míchel); нар. 8 листопада 1985, Лена, Іспанія) — іспанський футболіст, що грав на позиції півзахисника.
Володар кубка Греції. Чемпіон Азербайджана.

## Ігрова кар'єра
У дорослому футболі дебютував 2004 року виступами за другу команду клубу «Спортінг» (Хіхон), в якій провів один сезон. Своєю грою за цю команду привернув увагу представників тренерського штабу головної команди «Спортінга», до якої почав залучатися 2005 року. Відіграв за клуб з Хіхона наступні п'ять сезонів своєї ігрової кар'єри. Більшість часу, проведеного у складі хіхонського «Спортінга», був основним гравцем команди.
Згодом з 2010 по 2015 рік грав у складі команд клубів «Бірмінгем Сіті», АЕК, «Хетафе» та «Маккабі» (Хайфа).
До складу клубу «Карабах» приєднався 2015 року. Протягом п'яти сезонів відіграв за команду з Агдама 104 матчів в національному чемпіонаті та забив шістнадцять голів.
2020 року повернувся на батьківщину, де приєднався до третьолігової команди «Марино Луанко», виступами за яку і завершив ігрову кар'єру.

## Досягнення
- Володар Кубка Греції (1):

АЕК: 2010-11
- Чемпіон Азербайджану (5):

«Карабах»: 2015-16, 2016-17, 2017-18, 2018-19, 2019-20
- Володар Кубка Азербайджану (2):

«Карабах»: 2015-16, 2016-17